# Йиґева (селище)
Йи́ґева (ест. Jõgeva alevik) — селище в Естонії, у волості Йиґева повіту Йиґевамаа.

## Населення
Чисельність населення на 31 грудня 2011 року становила 508 осіб.

## Географія
Селище розташоване в північному передмісті повітового центру Йиґева. Селище Йиґева відокремлене від міста Йиґева автошляхом 36 (Йиґева — Муствее).
Через селище Йиґева з півночі на південь тече річка Педья.

## Історія
Після прокладання залізниці Тапа—Тарту в 1876 році почало формуватися поселення навколо маєтку Йиґева, побудованого в другій половині 16-го століття.